# Dukearbela translucens
Dukearbela translucens is een vlinders van de familie van de Metarbelidae. De wetenschappelijke naam van deze soort werd voor het eerst in 2018 gepubliceerd door Wolfram Mey.

## Kenmerken
De spanwijdte bedraagt 19-21 millimeter. Een opvallend kenmerk van deze soort is dat de voor- en achtervleugels grotendeels doorzichtig zijn.

## Verspreiding
Deze soort komt voor in Zuid-Afrika (Kwazoeloe-Natal en Oost-Kaap) en is waarschijnlijk zeer zeldzaam.